# Schistostemon auyantepuiensis
Schistostemon auyantepuiensis är en tvåhjärtbladig växtart som beskrevs av José Cuatrecasas. Schistostemon auyantepuiensis ingår i släktet Schistostemon och familjen Humiriaceae. Inga underarter finns listade i Catalogue of Life.